# Grigor Watschkow
Grigor Watschkow (bulgarisch Григор Вачков; * 26. Mai 1932 in Trantschowiza; † 18. März 1980 in Sofia) war ein bulgarischer Schauspieler.

## Leben
Watschkow besuchte die Theaterhochschule Sofia, die er 1955 abschloss. Er spielte dann am Staatlichen satirischen Theater. Wichtige von ihm gespielte Rollen waren Seljamsys in Die Kleinstädter von Iwan Wasow, Bürgermeister in Golemanow von Kostow, Aralambi in Wirrwarr von Jordan Raditschkow und Lasar in Lasariza von Raditschkow.
Eine größere Bekanntheit erlangte er durch Film- und Fernsehrollen, insbesondere in der Fernsehserie An jedem Kilometer. 1978 gewann er die Goldene Rose als Bester Schauspieler im Film Männerzeit. Watschkow wurde auch mit dem Dimitrow-Preis ausgezeichnet. Seine Tochter Martina Watschkowa wurde ebenfalls Schauspielerin.

## Filmografie
- Sterne, 1959
- Dom na dve ulitzi, 1960
- Hitar Petar, 1960 (deutsch: Die fünf Wundertaten des schlauen Petr, 1960)
- Bednata ulitza, 1960
- Prizori, 1961 (deutsch: Im Morgengrauen, 1961)
- Hronika na chuvstvata, 1962
- Tyutyun, 1962 (deutsch: Tabak, 1964)
- Smart nyama, 1963
- Neprimirimite, 1964 (deutsch: Die Unversöhnlichen, 1965)
- Verigata, 1964 (deutsch: Die Kette, 1967)
- Neveroyatna istoriya, 1964
- Goreshto pladne, 1965 (deutsch: Heißer Mittag, 1966)
- Die antike Münze, 1965
- Dzhesi Dzeyms sreshtu Lokum Shekerov, 1966
- Privarzaniyat balon, 1967
- Gibelta na Aleksander Veliki, 1968
- Byalata staya, 1968
- Tango, 1969
- Beliyat kon, Kurzfilm, 1969
- Na vseki kilometar, 13-teilige Fernsehserie, ab 1969 (deutsch: An jedem Kilometer)
- Kit, 1970
- Knyazat, 1970 (deutsch: Der Fürst, 1970)
- Na vseki kilometar - II, 13-teilige Fernsehserie, ab 1971
- Byagstvo v Ropotamo, 1973
- Nay - dobriyat chovek, kogoto poznavam, 1973 (deutsch: Der beste Mensch, den ich kenne, 1974)
- Vetchni vremena, 1974
- Posledno lyato, 1974 (deutsch: Der letzte Sommer, 1975)
- Selkor, 1974
- Spomen za bliznachkata, 1976 (deutsch: Erinnerungen an einen Zwilling)
- Mazhki vremena, 1977 (deutsch: Männerzeit)
- Sreshtu vyatara, 1977
- Utroto e nepovtorimo, 1978
- Pokriv, 1978 (deutsch: Das Dach, 1979)
- Vsichki i nikoy, 1978
- Instrument li e gaydata?, 1978
- Toplo, 1978 (deutsch: Heiß, heißer ..., 1979)
- Yumrutzi v prastta, 1980 (deutsch: Fäuste in der Erde, 1980)
- Pochti lyubovna istoriya, 1980 (deutsch: Fast eine Liebesgeschichte, 1981)
- Trite smurtni gryaha, 1980
- Vazdushniyat chovek, 1980
- Kamionat, 1980 (deutsch: Der Lastwagen, 1980)
- Mera spored mera, 1981 (deutsch: Mass für Mass, 1981)
- Mera spored mera, Fernsehserie, ab 1988